# كميخ المريخي
```
كميِّخ بن حنيظل المريخي
```

## نشأته
ولد سنة 1324هـ تقريباً ونشأ في كنف والده في منطقة نجد، وتربى على الفروسية والرماية ومعرفة الرجال وتعلم من مدرسة الحياة، وقد عايش في فترة صباه مسيرة توحيد المملكة العربية السعودية على يد عبد العزيز آل سعود.

## توليه الإمارة
بعد وفاة والده عام 1352هـ في هجرة مبايض، أصدرعبد العزيز آل سعود أمره بتعيين كميِّخ المريخي خلفاً لوالده أميراً لهجرة مبايض وقبيلة المريخات وقد كان عمره آنذاك قرابة 28 عاماً  ، ثم كلفه عبد العزيز آل سعود بقيادة قبائل واصل في حرب «نجران» عام 1352هـ، تحت إمرة الأمير فيصل بن سعد – والقيادة العامة كانت للملك سعود – – ثم استمر/ كميِّخ المريخي أميراً لهجرة مبايض حتى تعيينه أميراً للفوج الحادي عشر بالحرس الوطني عام1381هـ، وتم انفكاكه من الحرس الوطني عام 1383هـ، وأسس هجرة جراب لجماعته المريخات ولمن سكن معهم بأمر من الملك فيصل – – وكان ذلك عام 1386هـ ، واستمر أميراً لهجرة جراب حتى أحيل على التقاعد عام 1404هـ.

## المناصب التي تقلَّدَهَا
•	أميراً لهجرة مبايض.
•	أميراً للفوج الحادي عشر بالحرس الوطني.
•	أميراً لهجرة جراب.

## التعليم
كان – – محباً للعلم ودائماً ما يشجع أبنائه عليه، فانعكس ذلك على أبنائه فمنهم حملة الدكتوراه والماجستير والبكالوريوس، كما أن تشجيعه للعلم لم يقتصر على أبنائه فقط بل كان يحض جماعته عليه، ففي هجرة مبايض بادر بطلب إنشاء مدرسة، وبتكليف من الملك فهد – – عندما كان وزيراً للمعارف، حضر مدير المعارف آنذاك الشيخ/ ناصر المنقور – – بنفسه، ومعه استعدادات لتجهيز المدرسة وافتتحها شخصياً، وذلك لما توليه الدولة من اهتمام بنشر العلم في ذلك الوقت المبكر من النهضة المباركة. وكذلك عمل الشيء نفسه عندما استوطن هجرة «جراب» وفي ذلك فقد بادر بطلب إنشاء مدرسة بمجرد استيطانه
«جراب»، وعند حضور لجنة من وزارة المعارف «آنذاك» وجدوا العدد كافياً ولكن كان العائق عدم 
وجود مقر للمدرسة، فبادر بالتنازل عن بيته ليكون مقراً للمدرسة. وبالفعل تم افتتاح المدرسة فوراً وحضي كافة أبناء هجرة «جراب» بالتعليم، كما استفاد من هذه المدرسة كافة أبناء البادية القريبين من هجرة «جراب».

## أبنائه
له من الأولاد أربعة عشر ولداً.

## وفاته
توفي في الثامن عشر من شهر شعبان عام 1421هـ بالرياض عن عمر ناهز المائة عام.